# Disa nuwebergensis
Disa nuwebergensis är en orkidéart som beskrevs av Hans Peter Linder. Disa nuwebergensis ingår i släktet Disa och familjen orkidéer. Inga underarter finns listade i Catalogue of Life.